# Хармоника
Хармоника је полифони и аерофонски музички инструмент са клавијатуром или округлим типкама. Музичар на хармоници (хармоникаш) рукама шири и скупља мех чија ваздушна струја пролази кроз вентиле. Ове вентиле контролишу хармоникашеви прсти притиском на дирке. Дирке су повезане на клапне које се подижу приликом притиска дирке које допуштају проток ваздуха. Тело хармонике се састоји из две дрвене кутије повезане мехом. Величина и маса хармонике варира у зависности од њеног типа, броја регистара и басова. Сам притисак на дирке се не користи као изражајно средство, нити се њиме контролише јачина звука, већ се за то користи искључиво пумпање меха. Разликују се три основне врсте хармоника: клавирска хармоника, хроматска са дугметима и дијатонска хармоника. 
Сматра се да је прву хармонику конструисао Кристијан Фридрих Лудвиг Бушман 1822. у Берлину. Хармонику је патентирао Сирил Демијан 1829. у Бечу. Његова хармоника је имала тастере само на једној страни, док је друга служила само за развлачење. Хармоника је фолклорни инструмент популаран широм света (Француска, Италија, средња и источна Европа, Латинска Америка). Веома је присутна у традиционалној и новокомпонованој музици Србије. Хармоника се ређе користи као инструмент у популарној музици, али се користи и у класичној музици, нарочито од друге половине 20. века. Велики допринос развоју хармонике и литератури за хармонику дали су руски композитори.
Хармоника је широко распрострањена широм света због таласа имиграције из Европе у Америку и друге регионе. У неким земљама (на пример: Аргентина, Бразил, Колумбија, Доминиканска Република, Мексико и Панама) се користи у популарној музици (на пример: танго у Аргентини, гаучо, форо и сертанехо у Бразилу, валенато у Колумбији, меренге у Доминиканској Републици и нортено у Мексику), док се у другим регионима (као што су Европа, Северна Америка и друге земље Јужне Америке) више користи за денс-поп и фолк музику и често се користи се у народној музици у Европи, Северној Америци и Јужној Америци.
У Европи и Северној Америци, неке популарне музичке групе такође користе инструмент. Поред тога, хармоника се користи у кејџун, зајдеко, џез музици и у соло и оркестарским извођењима класичне музике. Клавирска хармоника је званични градски инструмент Сан Франциска, Калифорнија. Многи конзерваторијуми у Европи имају одељења за класичну хармонику. Најстарији назив за ову групу инструмената је хармоника, од грчког harmonikos, што значи „хармонијски, музички“. Данас су уобичајене изворне верзије имена хармоника. Ови називи се односе на врсту хармонике коју је патентирао Сирил Демијан, а која се односила на „аутоматски спрегнуте акорде на страни баса“.

## Конструкција
Хармонике имају много конфигурација и типова. Оно што је лако урадити са једном врстом хармонике може бити технички изазовно или немогуће са другом, а познавање једног распореда можда неће бити применљиво на други.
Најочигледнија разлика између хармоника је њихов распоред за десну руку. Клавирске хармонике користе музичку тастатуру у стилу клавира, док хармонике користе дугмад. Хармонике се даље разликују по коришћењу хроматске или дијатонске дугмади за десну руку.
Хармонике могу бити или бисонорне, производећи различите тонове у зависности од смера кретања мехова, или унисонорне, производећи исту висину тона у оба смера. Клавирске хармонике су унисонорне. Хроматске хармонике такође имају тенденцију да буду унисонорне, док дијатоничне хармонике имају тенденцију да буду бисонорне, иако постоје значајни изузеци.

## Историја
Верује се да је основни облик хармонике изумео Кристијан Фридрих Лудвиг Бушман 1822. године у Берлину иако је недавно откривен један инструмент за који се сматра да је направљен раније.
Најранија историја хармонике у Русији је слабо документована. Ипак, према руским истраживачима, најраније познате једноставне хармонике направили су у Тули, у Русији, Иван Сизов и Тимофеј Воронцов око 1830. године, након што су примили рану хармонику из Немачке. До касних 1840-их, инструмент је већ био веома распрострањен; заједно су фабрике двојице мајстора производиле 10.000 инструмената годишње. До 1866. године у Тули и суседним селима производило се преко 50.000 инструмената годишње, а до 1874. годишња производња је била преко 700.000. До 1860-их, Новгородска, Вјатска и Саратовска губернија такође су имале значајну производњу хармоника. До 1880-их, списак је укључивао Орловску, Рјазанску, Московску, Тверску, Вологдску, Костромску, Нижње Новгородску и Симбирску губернију, а многа од ових места су створила сопствене варијанте инструмента.
Хармоника је један од неколико европских изума раног 19. века који користе слободне трске покретане мехом. Инструмент под називом хармоника је први пут патентирао 1829. године Сирил Демијан, јерменског порекла, у Бечу. Демијанов инструмент је мало личио на модерне инструменте. Имао је само тастатуру за леву руку, док је десна рука једноставно управљала мехом. Једна кључна карактеристика за коју је Демијан тражио патент било је озвучење читавог акорда притиском на један тастер. Његов инструмент је такође могао да производи звук два различита акорда са истим кључем, по један за сваки правац меха (бисонорна акција). У то време у Бечу су већ дуги низ година биле доступне усне хармонике са Kanzellen (коморама), уз веће инструменте покретане ручним меховима. Аранжман дијатонских кључева је такође већ био у употреби на инструментима који се дувају устима. Демијанов патент је тако покривао пратећи инструмент: хармонику која се свирала левом руком, супротно од начина на који се свирају савремене хроматске ручне хармонике, довољно мале и лагане да их путници могу понети са собом и које су пратиле певање. Патент је такође описао инструменте са бас и високим тоновама, иако је Демијан преферирао инструмент само за бас због његове предности у цени и тежини.